# Lupo di Gysinge
Il lupo di Gysinge fu un lupo grigio maschio mangiatore di uomini, attivo dal 1820 e il 1821 in Gysinge nell'Uppland, presso il confine tra Dalarna e Gästrikland nella Svezia centrale. I resoconti storici indicano che il lupo fu catturato da cucciolo nel 1817 e tenuto in cattività per 3-4 anni prima di fuggire. Durante un periodo di tre mesi, il lupo aggredì 31 persone, 12 di esse fatalmente. Con l'eccezione di una donna diciannovenne, la maggior parte delle vittime uccise furono giovani dai 3-15 anni. Il lupo fu ucciso il 27 aprile 1821.
L'evento fu drammatizzato in un episodio della serie televisiva della BBC Two Manhunters nel 2005.